# Narathura acta
Narathura acta är en fjärilsart som beskrevs av Evans 1957. Narathura acta ingår i släktet Narathura och familjen juvelvingar. Inga underarter finns listade i Catalogue of Life.